# 辛代尔机场
辛代尔机场（丹麥語：Sindal flyveplads），位于丹麦日德兰半岛北部的辛代尔。该机场有一条长宽为1199米×30米的跑道。目前主要由辛代尔飞行运动俱乐部使用。